# IniciativaVerds
IniciativaVerds és una organització política d'àmbit balear sorgida al novembre de 2010 de la fusió de l'històric partit ecologista mallorquí Els Verds de Mallorca i d'Iniciativa d'Esquerres, una escissió d'Esquerra Unida de les Illes Balears (EUIB) produïda el juny de 2010. Forma part, junt al PSM-ENTESA, de la coalició Més per Mallorca.
El seu coordinador general és David Abril, el qual, essent coordinador interninsular d'Esquerra Unida a les Illes Balears, abandonà aquesta formació juntament amb la majoria de quadres i càrrecs, vinculats a un corrent intern ecologista, per formar Iniciativa d'Esquerres. De cara a les eleccions al Parlament de les Illes Balears de 2011 va concórrer en coalició amb PSM-EN i Entesa per Mallorca. Des de 2013, la coalició ha esdevingut permanent amb el nom Més per Mallorca, de la qual és un dels dos partits membres, junt al PSM-ENTESA sorgit de la fusió del PSM i d'Entesa per Mallorca.
IniciativaVerds es considera "agermanada" a Iniciativa per Catalunya Verds i Iniciativa del Poble Valencià, amb qui forma una aliança informal anomenada El Triangle de la Mar Blava.
És també el referent mallorquí del partit ecologista d'àmbit estatal EQUO, formació a la que consideren el seu referent federal. IniciativaVerds va mostrar el seu suport al Projecte Equo des dels seus inicis, signant el seu manifest fundacional. Tot i ser una organització sobirana, IniciativaVerds ha utilitzat el nom IniciativaVerds-EQUO en el seu segon congrés (16 de juny de 2012).